# Bovarysm
Bovarysm är en beteckning för en person som tror sig vara betydelsefullare, ädlare och intressantare än vad man är, med alla de negativa konsekvenser det kan medföra.
Begreppet är uppkallat efter huvudpersonen i Gustave Flauberts roman Madame Bovary. I sitt arbete Le Bovarysme (1921) utvecklade Jules de Gaultier begreppet till en hel filosofi.